# الورثة (فلم 1986)
الورثة  فيلم دراما وجريمة مصري للمخرج أحمد السبعاوي عام 1983 عن قصة عمر الدكرورى الذي كتب السيناريو والحوار بمشاركة فاروق سعيد. الفيلم من بطولة  عزت العلايلي، مديحة كامل، حسين فهمي، صبري عبدالعزيز، وحسني عبدالجليل وتدور الأحداث حول أحمد الذي يرث كل أملاك الأسرة بعد رحيل والده فيقرر شقيقه الإنتقام بقتله والاستيلاء على كل أملاكه حتى زوجته.
صدر الفيلم إلى دور العرض المصرية في أول ديسمبر 1986.
منح موقع قاعدة بيانات الأفلام على الإنترنت (IMDB) الفيلم درجة 5.2/ 10.
منح موقع قاعدة بيانات الأفلام العربية «السينما.كوم» الفيلم درجة 4.9/ 10.

## طاقم التمثيل
عزت العلايلي: في دور أحمد سيد وهدان
مديحة كامل: في دور رشا إبراهيم وهدان (ابنة عم أحمد)
حسين فهمي: في دور إسماعيل سيد وهدان (شقيق أحمد)
صبري عبد العزيز: في دور إبراهيم وهدان (والد رشا)
أحمد خميس: في دور محامي الأسرة
محمد السبع: في دور الحاج سيد وهدان (والد أحمد وإسماعيل)
زكريا موافي: في دور رجل يحاول الانتحار
حسني عبد الجليل: في دور سليم حسني (عميل المصنع المقتول)
عدوي غيث: في دور عم علام (موظف قديم بالمصنع)
علي عزب: في دور المهندس شريف عز الدين
رشاد فرج: في دور زكي (ابن عم القتيل سليم)
حللي محمد: في دور عمران (ابن عم القتيل سليم)
محمد الرملي: في دور رئيس مجلس الجامعة
بالاشتراك مع: نجوى سلطان (الراقصة) – رأفت لبيب (الطفل) – ضياء المرغني – عبد المنعم النمر – رشوان مصطفى – سيد دعبس – حسان اليماني 

## أحداث الفيلم
يمتلك سيد وهدان (محمد السبع) مصنعا للموبيليا، وله من الأبناء: أحمد (عزت العلايلي)، المهندس الذي يعاونه في إدارة المصنع، ويحضر رسالة الدكتوراه عن تطوير صناعة الأثاث في مصر، والثانى إسماعيل (حسين فهمي) الشاب العابث الذي لم يكمل تعليمه ويصادق النساء ورفقاء السوء، وتزوج وفشل في زيجاته الاثنتين. يخشى سيد وهدان من ضياع مصنعه لو وقع تحت سيطرة ابنه إسماعيل، لذلك باع المصنع لإبنه أحمد، وأوصاه بعدم حرمان أخيه إسماعيل من أي شيء يطلبه، وان يسلمه ميراثه عندما ينصلح حاله. يحب إسماعيل الجميلة رشا (مديحة كامل) ابنة عمه إبراهيم (صبري عبد العزيز) وعندما يطلبها للزواج يرفض عمه لعدم وضوح مستقبله، ويطلب إسماعيل من والده مساعدته على الزواج من ابنة عمه رشا، لكن الأب يرفض لأنه لا يأتمنه عليها.
يموت سيد وهدان، ويسيطر أحمد على المصنع ويطلب الزواج من ابنة عمه رشا، ويوافق عمه وترحب رشا، ويستاء إسماعيل من ضياع ميراثه، واستيلاء أخيه على حبيبته. يدبر إسماعيل مكيدة لشقيقه أحمد بقتل عميل المصنع، سليم (حسني عبد الجليل) في منزله، ليتم اتهام أحمد بقتله، ولكن وجود أبناء عم القتيل: عمران (حللي محمد) وزكي (رشاد فرج) مع المقتول، وشهادتهم في صالح أحمد، تؤدي لبراءته. يوهم إسماعيل شقيقه أحمد أن الشهود فعلوا ذلك حتى لا يسجن ويمكنهم الثأر منه، وينصحه بالاختباء في فيلا الإسكندرية. يشاهد أحمد، في الإسكندرية، رجلا (زكريا موافي) يحاول الإنتحار فينقذه، ويقنعه بمواجهة مشاكله، ويمده بالملابس ويتطوع بإعادته لبلده طنطا، وفي الطريق يقع حادث للسيارة، التي أفسدها إسماعيل، وتحترق السيارة ويحترق الرجل وينجو أحمد، غير أنه يفقد الذاكرة، ويظن الجميع أن الجثة المحترقة تخص أحمد. يعتقد إسماعيل أنه سيرث أخيه، غير أن رشا كانت حاملا، فيحاول إسماعيل إسقاط حملها، ويتم ذلك بالفعل. يرث إسماعيل شقيقه، ويقدم، بعد 5 سنوات، على الزواج من رشا، غير أن علام (عدوي غيث)، الموظف القديم بالمصنع، يلتقي بأحمد في طنطا، ولكنه لا يتعرف عليه، فيبلغ إسماعيل، الذي يرسل من يقتله، وتفشل المحاولة وينتج عنها عودة ذاكرة أحمد، الذي عاد ليجد زوجته تستعد للزواج من شقيقه سبب كل ماحدث له، وأن مهندس الشركة شريف عز الدين (علي عزب) الذي ائتمنه على رسالة الدكتوراه ولكنه ينسبها لنفسه ويقدمها بإسمه. يكتشف الجميع حقيقة ويعود أحمد لزوجته ومصنعه، ويسترد رسالته بينما يقرر إسماعيل البحث عن طريق آخر يتخلص به من أحمد، غير أن عمران وزكي، أبناء عمومة سليم المقتول، يتمكنوا من قتل إسماعيل أخذاً بالثأر. ويرزق أحمد ورشا بمولود يسمونه إسماعيل.

## روابط خارجية
- مقالات تستعمل روابط فنية بلا صلة مع ويكي بيانات
- الورثة على موقع الدهليز
- الورثة على موقع كاروهات

https://en.kinorium.com/1578780/ الورثة (فيلم 1986)